# Sakhisizwe
Sakhisizwe (officieel Sakhisizwe Local Municipality) is een gemeente in het Zuid-Afrikaanse district Chris Hani.
Sakhisizwe ligt in de provincie Oost-Kaap en telt 63.582 inwoners.

## Hoofdplaatsen
Het nationaal instituut voor de statistiek, Stats SA, deelt sinds de census 2011 deze gemeente in in 99 zogenaamde hoofdplaatsen (main place):
Askeaton • Barracks • Bumbana • Cala • Dikatole • Duke • eChibini • Elithuthu • eLixeni • Elliot • Emamfengwini • eMbewuleni • Emjikelweni • Eqolombeni • eSigangeni • Galili 1 • Galili 2 • Guba • Klufini • Komkhulu • KuHota • KuMahlungulu • KuManzana • KuMatyeabomvu • KuNomadambe • KuSawuti • KuVayile • KuZikhonkwane • KwaGcina • KwaGugwini • KwaMgcodo 1 • KwaMgcodo 2 • Langanci • Lapezi • Lokishini • Lower Voyizana • Lufuta • Luhlawini • Luxeni • Macangceni • Mantlolufa • Manyandube • Manzimahle SP • Manzimdaka • Maqwateni • Maruleni • Masoyisi • Mbodlane • Mceula • Mdeni • Mgxumza • Mhlonyaneni • Mhlwazi • Mlonzi • Mmangweni 1 • Mmangweni 2 • Mmangweni 3 • Mnxe 1 • Mnxe 2 • Ncaluka • Ndambane • Ndum-Ndum • Ndyavu • New Rest • Ngasentla • Ngojini • Ngqwanenu • Ngxingweni • Nkunzaneni • Nqineni • Nqwebebeni • Ntsinga • Ntsukaze • Nyalasa • Panabokwe • Phelandaba • Qaqane • Qwilini • Rareni • Sakhisizwe NU • Santyeni • Sdakeni • Senta • Sidikidini • Sifonondile • Siginqgini • Sipafeni • Tafeni • Taleni • Tiwane • Trust • Tsengiwe • Tsomo Poort • uLahlangubo • uMgwalana • Upper Cala • Upper Ndwana • Voyizana • Xonya.